# Menhir du Col d'Aurières
Le menhir du Col d'Aurières est un menhir situé à Alzon, en France,.

## Caractéristiques
Le menhir est situé dans le département du Gard, à 2,5 km à l'est du bourg d'Alzon, au hameau d'Aurières, en bordure de la route départementale 158.
Le menhir est christianisé : sa base restante mesure 1 m de hauteur et il est surmonté d'une croix en métal.

## Historique
Le monument date du Néolithique.